# Gran Premi de Gran Bretanya del 1962
Resultats del Gran Premi de la Gran Bretanya de Fórmula 1 de la temporada 1962, disputat al circuit d'Aintree el 21 de juliol del 1962.

## Resultats
| Pos | No | Pilot                   | Equip             | Voltes | Temps/ Retirada   | Pos. de sortida | Punts |
| --- | -- | ----------------------- | ----------------- | ------ | ----------------- | --------------- | ----- |
| 1   | 20 | Jim Clark               | Lotus - Climax    | 75     | 2h 26' 20. 8      | 1               | 9     |
| 2   | 24 | John Surtees            | Lola - Climax     | 75     | + 49.2 s          | 2               | 6     |
| 3   | 16 | Bruce McLaren           | Cooper - Climax   | 75     | + 1' 44.8 min.    | 4               | 4     |
| 4   | 12 | Graham Hill             | BRM               | 75     | + 1' 56.8 min.    | 5               | 3     |
| 5   | 30 | Jack Brabham            | Lotus - Climax    | 74     | + 1 Volta         | 9               | 2     |
| 6   | 18 | Tony Maggs              | Cooper - Climax   | 74     | + 1 Volta         | 13              | 1     |
| 7   | 34 | Masten Gregory          | Lotus - Climax    | 74     | + 1 Volta         | 14              |       |
| 8   | 22 | Trevor Taylor           | Lotus - Climax    | 74     | + 1 Volta         | 10              |       |
| 9   | 8  | Dan Gurney              | Porsche           | 73     | + 2 Voltes        | 6               |       |
| 10  | 42 | Jackie Lewis            | Cooper - Climax   | 72     | + 3 Voltes        | 15              |       |
| 11  | 40 | Tony Settember          | Emeryson - Climax | 71     | + 4 Voltes        | 19              |       |
| 12  | 36 | Ian Burgess             | Cooper - Climax   | 71     | + 4 Voltes        | 16              |       |
| 13  | 14 | Richie Ginther          | BRM               | 70     | + 5 Voltes        | 8               |       |
| 14  | 54 | Carel Godin de Beaufort | Porsche           | 69     | + 6 Voltes        | 17              |       |
| 15  | 46 | Jay Chamberlain         | Lotus - Climax    | 64     | + 11 Voltes       | 20              |       |
| 16  | 32 | Innes Ireland           | Lotus - Climax    | 61     | + 14 Voltes       | 3               |       |
| Ret | 2  | Phil Hill               | Ferrari           | 47     | Motor             | 12              |       |
| Ret | 26 | Roy Salvadori           | Lola - Climax     | 35     | Bateria           | 11              |       |
| Ret | 10 | Jo Bonnier              | Porsche           | 27     | Diferencial       | 7               |       |
| Ret | 44 | Wolfgang Seidel         | Lotus - BRM       | 11     | Frens             | 21              |       |
| Ret | 48 | Tony Shelly             | Lotus - Climax    | 6      | Motor             | 18              |       |
| NVS | 48 | Keith Greene            | Lotus - Climax    |        | Només pràctiques  |                 |       |
| WD  | 28 | Maurice Trintignant     | Lotus - Climax    |        | Cotxe no preparat |                 |       |
| WD  | 38 | John Campbell-Jones     | Emeryson - Climax |        | Prob. físics      |                 |       |
| WD  | 50 | Keith Greene            | Gilby - BRM       |        | Cotxe no preparat |                 |       |
| WD  | 52 | Jo Siffert              | Lotus - BRM       |        | Prob. econòmics   |                 |       |

## Altres
- Pole: Jim Clark 1' 53. 6
- Volta ràpida: Jim Clark 1' 55. 0 (a la volta 36)